# Hannaford
Hannaford è un centro abitato (city) degli Stati Uniti d'America, situato nella Contea di Griggs, nello Stato del Dakota del Nord. Nel censimento del 2000 la popolazione era di 181 abitanti. La città è stata fondata nel 1883.

## Geografia fisica
Secondo i rilevamenti dell'United States Census Bureau, la località di Hannaford si estende su una superficie di 0,60 km², tutti occupati da terre.

## Popolazione
Secondo il censimento del 2000, a Hannaford vivevano 181 persone, ed erano presenti 51 gruppi familiari. La densità di popolazione era di 332 ab./km². Nel territorio comunale si trovavano 85 unità edificate. Per quanto riguarda la composizione etnica degli abitanti, il 99,45% era bianco e lo 0,55% era nativo.
Per quanto riguarda la suddivisione della popolazione in fasce d'età, il 21,5% era al di sotto dei 18, il 5,0% fra i 18 e i 24, il 21,0% fra i 25 e i 44, il 30,9% fra i 45 e i 64, mentre infine il 21,5% era al di sopra dei 65 anni di età. L'età media della popolazione era di 47 anni. Per ogni 100 donne residenti vivevano 115,5 maschi.